# Ophyiulus minimus
Ophyiulus minimus är en mångfotingart som beskrevs av Pius Strasser 1958. Ophyiulus minimus ingår i släktet Ophyiulus och familjen kejsardubbelfotingar. Inga underarter finns listade i Catalogue of Life.